# 贝谢尔莱皮埃尔
贝谢尔莱皮埃尔（法語：Berchères-les-Pierres，法語發音：[bɛʁʃɛʁ lɛ pjɛʁ]）是法国厄尔-卢瓦省的一个市镇，属于沙特尔区。

## 地理
贝谢尔莱皮埃尔（48°23'6"N, 1°33'13"E）面积19.83 平方千米，位于法国中央-卢瓦尔河谷大区厄尔-卢瓦省，该省份为法国北部内陆省份，北起顺时针与厄尔省、伊夫林省、埃松省、卢瓦雷省、卢瓦-谢尔省、萨尔特省和奧恩省接壤。
与贝谢尔莱皮埃尔接壤的市镇（或旧市镇、城区）包括：苏尔、科朗塞、热兰维尔、莫朗塞、特维尔。

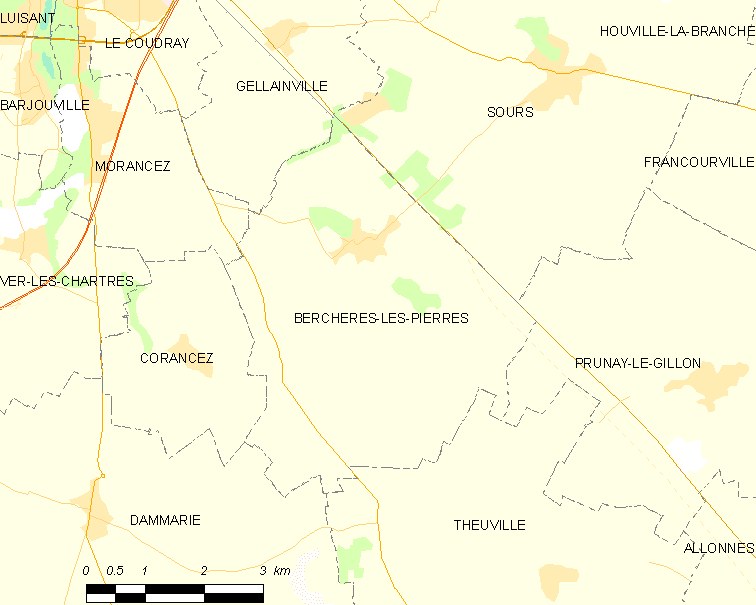
贝谢尔莱皮埃尔的OSM定位图

贝谢尔莱皮埃尔的时区为UTC+01:00、UTC+02:00（夏令时）。

## 行政
贝谢尔莱皮埃尔的邮政编码为28630，INSEE市镇编码为28035。

## 政治
贝谢尔莱皮埃尔所属的省级选区为沙特尔第二县。

## 人口

1962-2008年间贝谢尔莱皮埃尔人口变化图示

贝谢尔莱皮埃尔于2022年1月1日时的人口数量为1000人。